# Chaenopsis deltarrhis
Chaenopsis deltarrhis е вид бодлоперка от семейство Chaenopsidae.

## Разпространение и местообитание
Видът е разпространен в Колумбия, Коста Рика, Никарагуа и Панама.
Среща се на дълбочина от 4 до 16,5 m, при температура на водата около 26,5 °C и соленост 33,8 ‰.

## Описание
На дължина достигат до 7,5 cm.